# Dream Quest Ends
Dream Quest Ends (englisch Ende der Traumreise) ist eine EP der kanadisch-amerikanische Epic-Doom-Band Smoulder.

## Geschichte
Ein Jahr nach ihrem Erstlingswerk Times of Obscene Evil and Wild Daring stellte Smoulder eine EP mit sechs Titeln, darunter zwei neue Eigenkompositionen, Cage of Mirrors eine Coverversion eines Stücks der Band Manilla Road, sowie alle drei Titel des Demos The Sword Woman. Die drei Neueinspielungen nahm die Band, wie das Debüt, getrennt voneinander auf. Die kanadischen Musiker Sängerin Sarah Ann Kitteringham, Gitarrist Shawn Vincent und Bassist Adam Blake in den DNA Studios in Montréal. Gitarrist Collin Wolf sowie Schlagzeuger Kevin Hester spielten ihren Teil in Illinois in den Swift Road Studios ein. Die Stücke Dream Quest Ends und Warrior Witch of Hell schrieb Schlagzeuger Kevin Hester Jahre vor dem Debüt der Gruppe. Beide Titel wurden überarbeitet und an den Klang der Band angepasst. Allerdings wurden die neuen Stücke bewusst nicht auf dem Debüt präsentiert, da diese eine dunklere, nachdenklichere und progressivere Atmosphäre vermitteln. Die Stücke des Demos wurden aufgrund einer verstärkten Nachfrage als B-Seite der EP genutzt.

## Albuminformationen
Die am 13. März 2020 über Cruz del Sur Music veröffentlichte EP Dream Quest End ist die erste EP und nach dem Demo The Sword Woman und dem Debüt Times of Obscene Evil and Wild Daring die insgesamt dritte Veröffentlichung der Band. Es enthält sechs separate Stücke, die eine Gesamtspielzeit von 37:00 Minuten haben. Trotz der Länge, die sich nur marginal von jener des Debüts unterscheidet wurde Dream Quest Ends als EP veröffentlicht. Diese wurde in den regulären Tonträgerformaten als LP, MC und CD produziert.

### Stil
Smoulder spielt auch auf der EP einen Stil der als doomiger Epic Metal oder epischer Doom Metal kategorisiert wird. Kennzeichnend seien dabei „tonnenschwere Riffs und markante Vocals“. Der traditionelle Heavy Metal mit der charismatischen Stimme von Sarah Ann Kitteringham biete dabei ein für diese Spielform des Metals übliches und notwendiges Gefühl von juvenilem Aufbegehren. Vergleiche werden zu Manilla Road, Candlemass, Grand Magus und Ironsword bemüht.
Der Titelsong ist abwechslungsreich und komplex mit ungewöhnlicher Melodieführung, unverzerrtem Gitarrenspiel und Duett-Gesang im Mittelteil sowie einem detailverliebten Schlagzeugspiel. Warrior Witch of Hell ist hingegen „eine massive, finstere und epische Doom-Nummer“ mit beschwörendem Gesang, einer männlichen Stimme im Hintergrund und eindrucksvollen Gitarrenharmonien zum Ende des Stücks.

### Gestaltung
Als Cover wurde ein Gemälde von Michael Whelan lizenziert. Der Gebrauch von Whelans Werk besitzt eine lange Tradition in der Metal-Szene. Unter anderem nutzten Cirith Ungol, Demolition Hammer, Obituary und Sepultura seine Werke. Ein Bezug der der Band bereits beim Debütalbum wichtig war. Die Band erwarb Sekundärrechte an dem ursprünglich für das Low-Fantasy-Paperback der 1970er Jahre von Andre Norton Lore of the Witch World, einer Sammlung von Kurzgeschichten die alle in der von Norton erdachten Witch World angesiedelt sind. Das in Violetttönen gehaltene Bild zeigt eine Fantasy-Kriegerin auf einer vereisten Felskante stehend.

### Titelliste
1. Dream Quest Ends: 5:32 (Musik und Text: Kevin Hester)
2. Warrior Witch of Hel: 5:54 (Musik und Text: Kevin Hester)
3. Cage of Mirrors: 8:43 (Manilla-Road-Cover)
4. The Sword Woman: 5:17 (Vom Demo The Sword Woman, Musik und Text: Vincent und Kitteringham)
5. Voyage of the Sunchaser: 5:32 (Vom Demo The Sword Woman, Musik und Text: Vincent)
6. The Queen is Gone: 6:02 (Nightmare-Cover, vom Demo The Sword Woman)

## Wahrnehmung
Vornehmlich wurde die EP von Kritikern positiv beurteilt und empfohlen. Als schlecht empfand Siggi von Zephyr‘s Odem die EP, der von einem „wirklich schlechten Sound“ schrieb und eine „rumpelhafte Spielweise“ auf dem Niveau unterhalb einer „Schülerband“ bemängeltet. Chris Murray von Doom-Metal.com urteilte milder, beschrieb die Veröffentlichung jedoch als „generisch, gekünstelt, vorhersehbar und banal“. Auch „MetalMike“ von Metal Crypt sah in Dream Quest Ends eine überflüssige Veröffentlichung, die sich nur für Komplettisten lohne. Mit Blick auf die Interessierten und Komplettisten schrieb Adam McCann in einer positiven Besprechung, dass die EP die Gelegenheit böte die Stücke des vergriffenen Demos zu erwerben. Auch Lex J. Oven verwies in einer wohlwollend Besprechung für Metalunderground.at darauf, dass das Demo „nicht der schlechteste Bonus für den Sammler und Downloadverächter“ sei.

„Zwei gute neue Songs, die Times of Obscene Evil and Wild Daring thematisch zum Abschluss bringen und ein sehr gut ausgesuchtes und umgesetztes Manilla Road Cover stellen schon einen Kaufreiz dar, während die zur Ergänzung hinzugenommenen Demosongs nur für Neueinsteiger und Komplettisten interessant sein dürften.“

Den, vereinzelten mäßigen bis schlechten Urteilen steht eine Fülle hoher Wertungen gegenüber. Das Minimum des Lobs ist die Annahme, dass die EP „die Wartezeit auf ein neues Studiowerk der vielversprechenden“ Gruppe verkürze und sich Dream Quest Ends als Gewinn für Fans erweise.
Weitreichender legte Colin Büttner die EP allen „Freunden epik-metallischer Musikkunst“, für Metal.de „wärmstens ans Herz“. Für Vampster wurde die Veröffentlichung als „eine rundum gelungene EP“ gelobt, deren neue Stücke „Qualitativ […] mindestens auf dem Niveau“ des Debüts seien. Andreas Schiffmann schrieb für Musikreviews.de, Dream Quest Ends sei „ein wunderbares Stück traditioneller Metal mit charismatischer Frauenstimme und jenem Sturm-und-Drang-Feeling, das diese Art von Musik nicht nur auf Newcomer bezogen braucht.“ Jonathan Walzer lobte die EP für Powermetal.de als eine „wirklich herausragenden Veröffentlichung“ des Epic Metal. In weiteren Besprechungen wurde Dream Quest Ends als „epischer Heavy-Metal-Doom vom Feinsten“, eine EP mit einem „sehr kraftvollen Sound, guten starken Riffs und coolen Texte“, „ein sehr gutes Epic-Doom-Album“ und Beleg für die Qualität der Band gelobt. Carl Fisher von Games, Brrraaains & a Headbanging Life sah die EP als einen Pflichtkauf für Fans und Entdeckungsreise mit für Neueinsteiger in das Schaffen der Band. Ähnliche Stimmen wiederholten sich in den Rezensionen zu Dream Quest Ends. Ebenso wurde die EP als Ausblick auf ein kommendes Album und angekündigte Auftritte gelobt.